# Khardung La
Khardung La ("la" significa "passo" in lingua tibetana) (altezza 5.602 m s.l.m.) è un alto passo di montagna che si trova nella regione di Ladakh in India. La pronuncia locale del passo è Khardong-la.

## Descrizione
Il passo sulla catena montuosa Ladakh si trova a nord di Leh ed è la porta d'ingresso alle valli Shyok e Nubra. Il Ghiacciaio Siachen si trova in parte a sovrastare l'intera valle. Costruito nel 1976, esso fu aperto ai veicoli a motore nel 1988 e da allora ha visto il passaggio di numerosi veicoli. Il passo è controllato dall'esercito indiano in quanto esso rappresenta un'importanza strategica per l'India poiché viene usato per rifornire di beni di prima necessità il Siachen. Khardung La è storicamente importante poiché si trova nella via principale che collega Leh a Kashgar in Cina.
Ogni anno transitavano per questa strada circa 10.000 cavalli e cammelli. Una piccola popolazione di cammelli bactriani può ancora essere notata a nord del passo, muta testimone della storia. Durante la Seconda guerra mondiale ci fu un tentativo di trasferire materiale di guerra verso la Cina passando per questa strada.
Khardung La è situato a 37 km di strada da Leh. I primi 24 km, così come il posto di controllo di South Pullu, sono asfaltati. Da qui fino al posto di controllo di Noth Pullu, circa 15 km dal passo, la strada è praticamente costituita da roccia, polvere e occasionalmente rivoli di neve che si sta sciogliendo. Tuttavia questo passo è in migliori condizioni rispetto a molti altri nella zona (Tanglang La, per esempio). Dal Nord Pullu alla valle di Nubra la strada è molto ben conservata (eccetto brevi tratti dove sono cadute delle rocce). Veicoli a noleggio (a 2 e a 4 ruote), pesanti camion e motociclette regolarmente viaggiano verso la valle di Nubra, anche se devono essere rilasciati permessi speciali ai viaggiatori che intraprendono il viaggio.

### Altezza e dibattito sul record

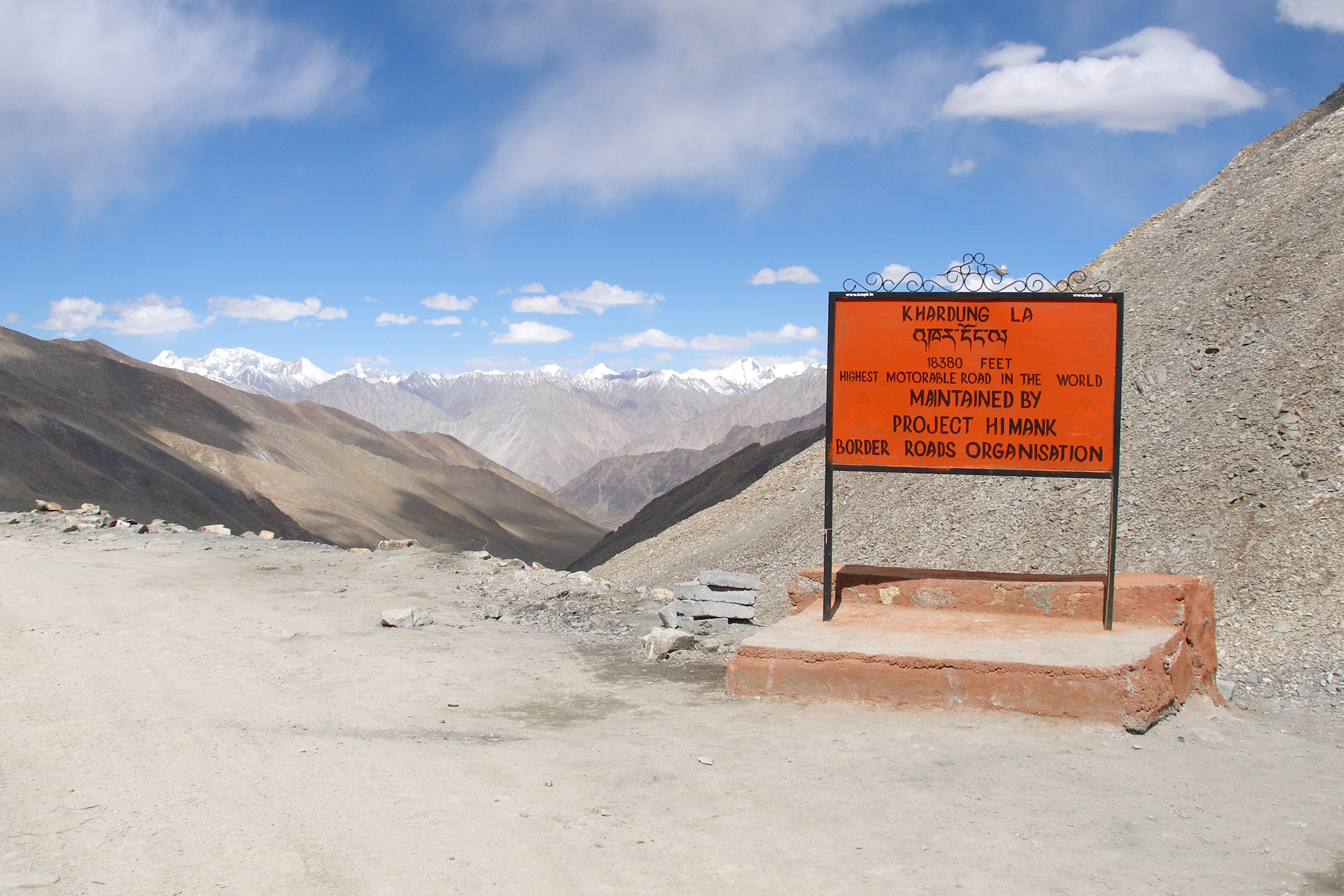
Vista dal valico

Khardung La è considerato il passo più alto del mondo, ci sono passi più o meno alti a Suge La, a ovest di Lhasa, 5.430 m (17.815 piedi), e Semo La 5.566 m (18.261 piedi), tra Raka e Coqen nel Tibet centrale. Entrambe queste altezze sono verificate dal GPS e dal SRTM e furono anche misurate dall'équipe Catalana che seguiva il CIC, vedi sopra. I veicoli sono stati portati sul Marsimik La, nel Karakoram indiano a nord est di Khardung La, ma non si può dire se questo passo possa essere considerato accessibile ai veicoli a motore. Possono esservi passi più alti nel Tibet, ma la verifica di questi non è ancora stata possibile a causa della mancanza di informazioni per la ristrettezza politica dell'area.
L'altezza di 5.602  m del passo Khardung La è stata stabilita da un team di ricercatori catalani a seguito di una ricerca effettuata con moderni sistemi GPS, supportata da un documento rilasciato dall'Istituto cartografico della Catalogna, Spagna. Esso certifica accuratamente i dati SRTM e il sistema topografico di mappaggio della Russia, ed è avvalorato da altri mappaggi eseguiti con sistemi GPS eseguiti da singoli viaggiatori.
Alcune di queste fonti contengono asserzioni della gente del luogo la quale sostiene che l'altezza della cima è stata precedentemente fissata a 5.602 m per ottenere il record di altezza del passo. La maggiore altezza di 5.682 m (18.640 piedi) data dal Guinness World Records e dalla National Geographic Society, in cima a questo articolo, non è supportata da alcuna evidenza e può trattarsi di un errore di copia.

### Accessibilità

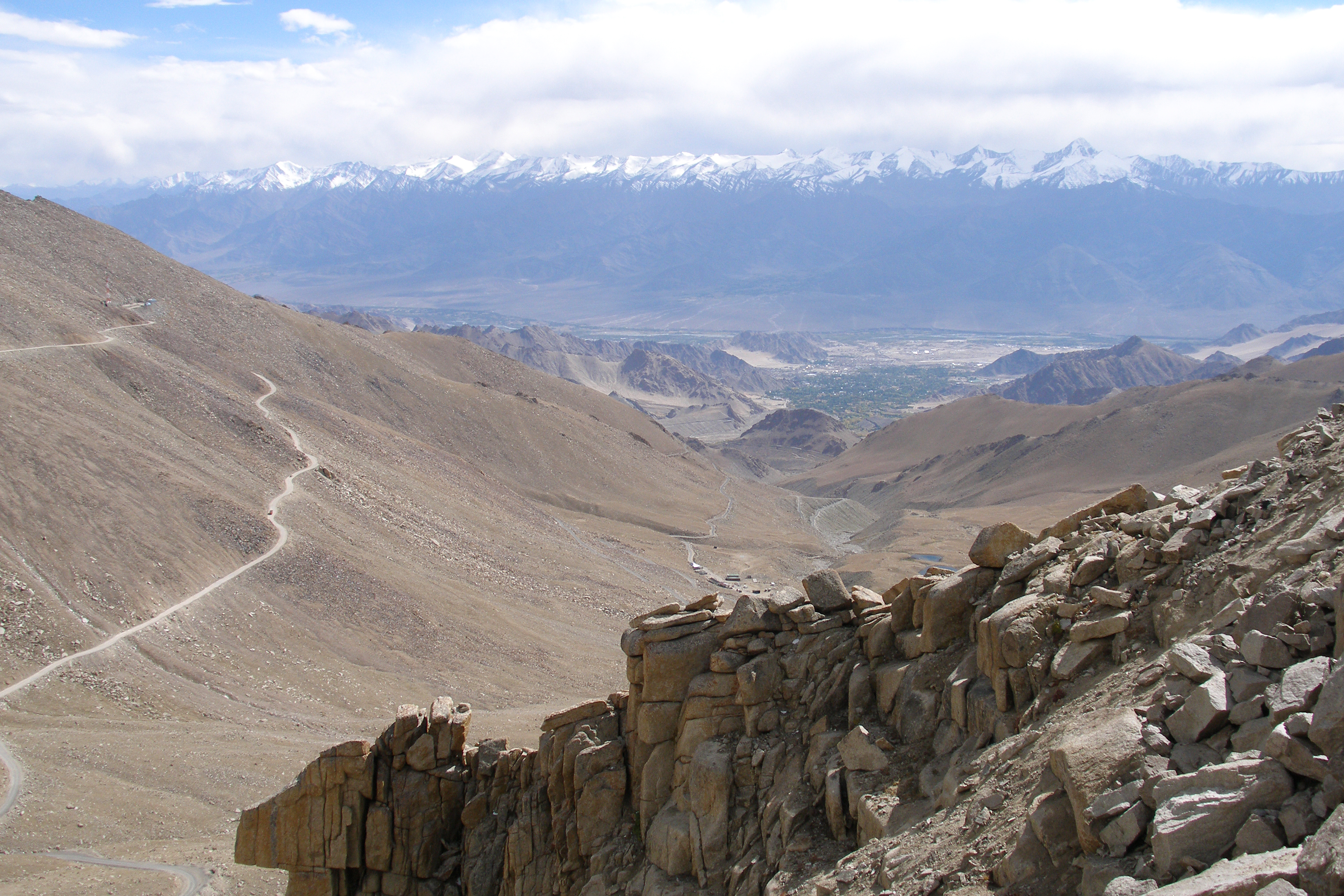
Leh

La città più vicina è Leh, la capitale del Ladakh. Leh è connessa da una strada a Manali e a Srinagar, e voli giornalieri da questa città verso Delhi Da Leh un bus ogni giorno effettua il servizio verso la Valle di Numbra passando sul passo di Khardung La. Il modo ideale per arrivare a Khardung-la è in taxi o in bicicletta. Le due basi sui rispettivi versanti di Khardung-la sono Nord Pullu e Sud Pullu. Ai veicoli è permesso di circolare solo in un'unica direzione dalle 9 alle 13 (9:00 am – 1 pm) in direzione Leh - Khardungla, e dalle 13 alle 17 (1 pm - 5 pm) nella direzione Nubra - Khardungla - Leh. A volte è anche in una direzione un giorno e l'altra direzione il giorno seguente.
Per raggiungere Khardung-la sono richiesti permessi speciali che possono essere rilasciati negli uffici governativi di Leh. Ai viaggiatori è richiesto di lasciare ad ogni check point una fotocopia dei permessi.